# Calosoma sycophanta
L'escarabat lluent (Calosoma sycophanta) és un coleòpter de la família Carabidae. Cal tenir en compte que també s'anomena escarabat lluent a Chrysomela bankii o a diverses espècies de la família dels histèrids. Calosoma sycophanta una espècie autòctona a la majoria d'Europa i Orient Mitjà, si bé també es troba a Nova Anglaterra, on va ser introduïda, importada des d'Europa, per fer control biològic de la cuca peluda del suro. També va ser introduïda a Java a principis del segle XX. Aquest escarabat és un gran depredador d'erugues, especialment la cuca peluda del suro, la processionària del pi i la processionària del roure, tant durant el seu estadi larvari com en la fase adulta. S'ha calculat que poden arribar a consumir 50 erugues durant el període larvari, mentre que els adults depreden diversos centenars d'erugues durant aquesta fase, que oscil·la entre els 2 i els 4 anys. L'escarabat lluent i altres coleòpters del gènere s'anomenen "caçadors d'erugues" en algunes regions.

## Descripció
Es tracta d'un escarabat gran, que pot amidar entre 20 i 35 mil·límetres quan és adult, tot i que habitualment oscil·la entre 24 i 30 mm. Té el cap, el protòrax i la part ventral de color negre-blau metàl·lic. El pronot és petit, transvers, arrodonit i marginat lateralment. Les èlitres són amples, quadrangulars, estriades i amb punts gruixuts en les interestries 4ª, 8ª i 12ª. La coloració és verda, amb reflexos iridiscents de colors daurats i courencs, fet que li val el qualificatiu de "lluent". Les antenes i les potes són negres, i té els ulls molt desenvolupats.